# モンタネーラ
モンタネーラ（伊: Montanera）は、イタリア共和国ピエモンテ州クーネオ県にある、人口約700人の基礎自治体（コムーネ）。

## 地理

### 位置・広がり

#### 隣接コムーネ
隣接するコムーネは以下の通り。
- カステッレット・ストゥーラ
- チェンタッロ
- フォッサーノ
- モロッツォ
- サンタルバーノ・ストゥーラ

#### 地震分類
イタリアの地震リスク階級 (it) では、3 に分類される
。

## 姉妹都市
- バル・デ・ボイ、スペイン